# Heteromeryx
Heteromeryx es un género extinto de los artiodáctilos, de la familia Protoceratidae, endémico de América del Norte en el Eoceno entre hace 40.2—33.9 millones de años.

## Taxonomía
Heteromeryx fue nombrado por Matthew (1905). Su especie tipo es Heteromeryx dispar. Fue asignado a la familia Protoceratidae por Matthew (1905), Carroll (1988), Prothero (1998) y Prothero y Ludtke (2007).

## Morfología
Heteromeryx se asemejaba a un ciervo. A pesar de ello estaba más estrechamente relacionado con los camélidos. Además de tener cuernos en el sitio más usual, los poseía también en el rostro, sobre su cavidad orbitaria.

### Masa corporal
Los tres especímenes de fósiles de Prosynthetoceras fueron medidos por M. Mendoza, C. M. Janis, y P. Palmqvist.
- Espécimen 1: 42.9 kg (95 lb)
- Espécimen 2: 46.1 kg (100 lb)
- Espécimen 3: 31.7 kg (70 lb)

## Distribución fósil
Los fósiles han sido recuperados en:
- Big Red Horizon Site, Presidio County, Texas.[6]
- Dirty Creek Ridge Site, Sioux County, Nebraska.
- French Creek Site, Custer County, Dakota del Sur.